# یاسوهیرو کوسکی
یاسوهیرو کوسکی (انگلیسی: Yasuhiro Koseki؛ زادهٔ ۱۴ مارس ۱۹۹۲) شناگر اهل ژاپن است.
وی در مسابقات کشوری و بین‌المللی در مجموع برندهٔ ۹ مدال طلا، ۱۰ مدال نقره و ۳ مدال برنز شده‌است.